# Amt Landschaft Sylt
La comunità amministrativa di Landschaft Sylt (Amt Landschaft Sylt) si trova nel circondario della Frisia Settentrionale nello Schleswig-Holstein, in Germania.

## Suddivisione
Comprende 4 comuni:
1. Hörnum (895)
2. Kampen (473)
3. List auf Sylt (1 557)
4. Wenningstedt-Braderup (1 623)

Il capoluogo è Sylt, esterna al territorio della comunità amministrativa.
(Tra parentesi i dati della popolazione al 31 dicembre 2021)